# Томникова, Александра Николаевна
Алекса́ндра Никола́евна То́мникова (12 января 1984, Астрахань) — российская гребчиха-байдарочница, выступает за сборную России с 2007 года. Обладательница серебряной и бронзовой медалей чемпионатов Европы, многократная победительница этапов Кубка мира, национальных и молодёжных регат. На соревнованиях представляет Астраханскую область, мастер спорта международного класса.

## Биография
Александра Томникова родилась 12 января 1984 года в Астрахани. Активно заниматься греблей на байдарке начала в раннем детстве, проходила подготовку в астраханской специализированной детско-юношеской спортивной школе олимпийского резерва и в астраханском областном гребном клубе «Каспий», тренировалась под руководством Ольги Бурлаковой. В 2007 году дебютировала на первенстве мира, на канале в немецком Дуйсбурге участвовала в заездах двоек на двухсотметровой дистанции, однако попасть в число призёров не смогла.
На взрослом международном уровне впервые заявила о себе в сезоне 2008 года, когда попала в основной состав российской национальной сборной и благодаря череде удачных выступлений удостоилась права защищать честь страны на чемпионате Европы в Милане. В четырёхместном экипаже, куда также вошли байдарочницы Надежда Петрова, Надежда Пищулина и Наталия Лобова выиграла серебряную медаль в зачёте 200 метров, уступив лидерство лишь команде Венгрии.
В 2009 году Томникова побывала на чемпионате Европы в немецком Бранденбурге, откуда привезла награду бронзового достоинства, выигранную в программе эстафеты 4 × 200 м совместно со Светланой Кудиновой, Юлией Качаловой и Натальей Борисовой — сильнее были только представительницы Германии и Венгрии. В том же году за применение запрещённых веществ получила от Российского антидопингового агентства дисквалификацию и по этой причине в течение двух лет не принимала участия в соревнованиях. Вернувшись в большой спорт в 2012 году, Томникова одержала победу на чемпионате России среди студентов в Казани, в четвёрке с Марией Смольцовой, Кирой Степановой и Анастасией Панченко обогнала всех соперниц на двухстах метрах.
Имеет высшее образование, окончила Российский государственный университет физической культуры, спорта, молодёжи и туризма. За выдающиеся спортивные достижения удостоена почётного звания «Мастер спорта России международного класса».